# De Dion-Bouton Type IE
Der De Dion-Bouton Type IE ist ein Pkw-Modell aus der Zeit zwischen den beiden Weltkriegen. Hersteller war De Dion-Bouton aus Frankreich.

## Beschreibung
Die nationale Behörde erteilte am 10. August 1921 die Zulassung. Der Typ wurde in den Modelljahren 1921 und 1922 in Frankreich und nur 1922 im Vereinigten Königreich angeboten.
Der Vierzylindermotor hat 70 mm Bohrung, 120 mm Hub und 1847 cm³ Hubraum. Er war damals in Frankreich mit 10 Cheval fiscal (Steuer-PS) eingestuft. Die Motorleistung ist mit 14 BHP angegeben, was etwa 14 PS sind. Wie so viele Fahrzeuge aus dieser Zeit hat es ein festes Fahrgestell, Frontmotor, Kardanantrieb und Hinterradantrieb. Das Getriebe hat 4 Gänge.
Der Radstand beträgt 2970 mm. Als Spurweite sind im ersten Jahr 1200 mm und danach 1300 mm angegeben. Die Höchstgeschwindigkeit ist mit etwa 70 km/h angegeben.
Bekannt sind Aufbauten als Tourenwagen und Roadster mit Notsitz.
Die Unterschiede zum Type ID liegen im längeren Radstand.
Nachfolger wurden Type IS und Type IT.
Ein erhaltenes Fahrzeug wurde 2010 auf einer Auktion angeboten.